# Roland Glassl
Roland Glassl est un altiste allemand né en 1972 à Ingolstadt.

## Biographie
Né dans une famille de luthiers, Roland Glassl prend ses premiers cours de violon avec son père. Étudiant ensuite à Munich, il choisit d'étudier l'alto dont il apprécie la sonorité chaude et profonde. Il part aux États-Unis se perfectionner auprès d'Atar Arad à l'Université de l'Indiana.
Très vite, il remporte les plus grands concours : en 1997, il est le vainqueur du Concours international d'alto Lionel Tertis, en 1999 de la deuxième édition du Concours d'alto organisée par l'Association allemande de l'alto ; en 1998, il rafle le premier prix du premier Concours internation de l'alto de Vienne et le second prix du Concours international Primrose organisé au Canada, et enfin en 2000 le premier prix du  Concours international de Washington pour les cordes.
Depuis lors, il se produit sur les scènes nord-américaines et européennes, participant notamment à plusieurs festivals de musique classique.
Il est depuis 2004 le successeur de Tabea Zimmermann au poste de professeur d'alto de la Musikhochschule de Frankfort.